# Canzone triste/Un piccolo aiuto
Canzone triste/Un piccolo aiuto è un 45 giri di Zucchero Fornaciari, pubblicato nel 1986 contenente i brani Canzone triste e Un piccolo aiuto, rispettivamente estratti dagli album Rispetto e Zucchero & The Randy Jackson Band.

## Descrizione
La copertina di questo 45 giri raffigura lo stesso Zucchero durante l'esecuzione del brano al Festival di Sanremo 1986.

### Canzone triste
Il brano, scritto interamente da Zucchero, fu presentato al Festival di Sanremo 1986, classificandosi penultima.

### Un piccolo aiuto
Canzone contenuta nell'album Zucchero & The Randy Jackson Band; scritta da Zucchero per la musica e da Alberto Salerno per il testo.

## Tracce
- COD: Polydor 883810-7

1. Canzone triste (Zucchero)
2. Un piccolo aiuto (testo: Alberto Salerno – musica: Zucchero)